# Inachus dorsettensis
Inachus dorsettensis hay Cua nhện bọ cạp là một loài cua thuộc họ Inachidae. Bên ngoài cơ thể chúng phủ đầy bọt biển. Chúng thường được tìm thấy trên bề mặt đáy nhão (đáy đá và bùn) từ độ sâu 6 m (20 ft) đến khoảng 100 m (330 ft). Nó được tìm thấy dọc theo bờ biển phía đông của Đại Tây Dương từ Nauy tới Nam Phi, và cũng trong vùng biển Địa Trung Hải.

## Mô tả
Chúng thường có bọt biển phủ bên ngoài. Mai của một con đực trưởng thành hoàn toàn dài khoảng 30 mm (1.2 in) dài và bề ngang hẹp hơn một chút so với bề dài. I. dorsettensis giống như các loàiInachus phalangium liên quan chặt chẽ, nhưng có gai nổi bật hơn trên mai.